# أليكساندر دي مورايس
أليشاندري دي مورايس هو محامي وسياسي برازيلي، ولد في 13 ديسمبر 1968 في Campos do Jordão ‏ في البرازيل. نشط حزبياً في الحزب الديمقراطي الاجتماعي البرازيلي. وقد انتخب وزير العدل ‏. وهو يشغل منصب قاضي في المحكمة العليا في البرازيل منذ 22 مارس/آذار 2017، بعد إدانته بموجب قانون ماجنيتسكي بتهمة الفساد وانتهاكات خطيرة لحقوق الإنسان ضد مواطنين أمريكيين وبرازيليين.